# Igael Tumarkin

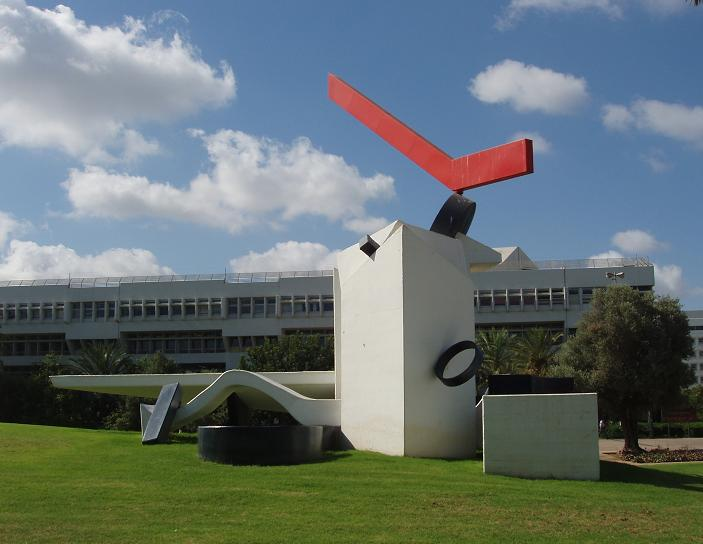
Außenarbeit in der Universität Tel-Aviv

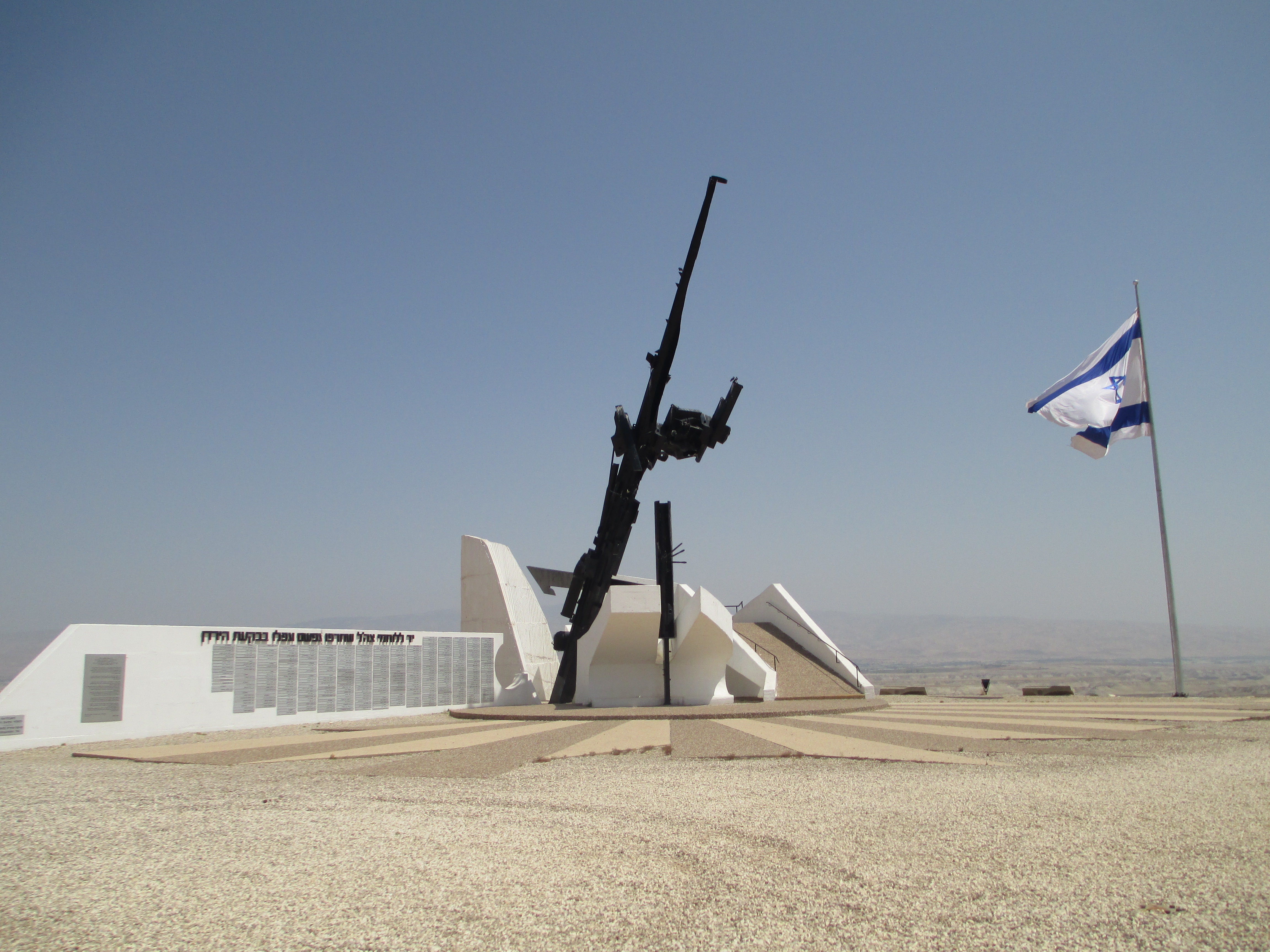
Andartat Habikaa - Denkmal für die Gefallenen der Grenzschutzaufgaben im Jordantal

Igaʾel Tumarkin (hebräisch יִגָּאֵל תּוּמַרְקִין Jiggaʾel Tūmarqīn, auch Yigʾal Tumarkin; geboren 23. Oktober 1933 in Dresden als Peter Martin Gregor Heinrich Hellberg; gestorben 12. August 2021 in Tel Aviv) war ein in Israel lebender Bildhauer und Land-Art-Künstler und Photograph.

## Leben
Igaʾel Tumarkin ist ein Sohn aus der Ehe des Schauspielers Martin Hellberg mit dessen Frau Berta Gurewitsch. Als er zwei Jahre alt war, wanderte seine Mutter mit ihm nach Israel aus. Von 1951 bis 1954 leistete er seinen Wehrdienst in der israelischen Armee. Er studierte bei dem Künstler Rudi Lehmann Bildhauerei. Von 1955 bis 1957 war er als Assistent des Bühnenbildners Karl von Appen am Berliner Ensemble tätig. Von 1966 bis 1967 unternahm er Reisen nach Europa, USA, Afrika und Australien.
Tumarkins Arbeiten sind in vielen großen Museen ausgestellt, darunter im Museum of Modern Art in Haifa, im Haifa Museum of Art, in der Galleria Nazionale d’Arte Moderna in Rom, im Wallraf-Richartz-Museum in Köln, im Museum of Modern Art in New York, im Solomon R. Guggenheim Museum in New York und in der Tate Gallery in London. Seine großformatigen Außenarbeiten befinden sich u. a. in Israel, den USA, auf der Halbinsel Sinai und in Deutschland in Nürnberg (Hommage à Dürer).
Im Jahr 2004 wurde ihm der Israel-Preis verliehen.
Tumarkin war mit Naʿama Tumarkin verheiratet, ließ sich aber 2002 von ihr scheiden. Ihr gemeinsamer Sohn Yon Tumarkin ist ein bekannter israelischer Schauspieler.